# Gare de Coventry
La gare de Coventry est une gare ferroviaire desservant la ville de Coventry, au Royaume-Uni.